# Burgos BH-Castilla y León/2013

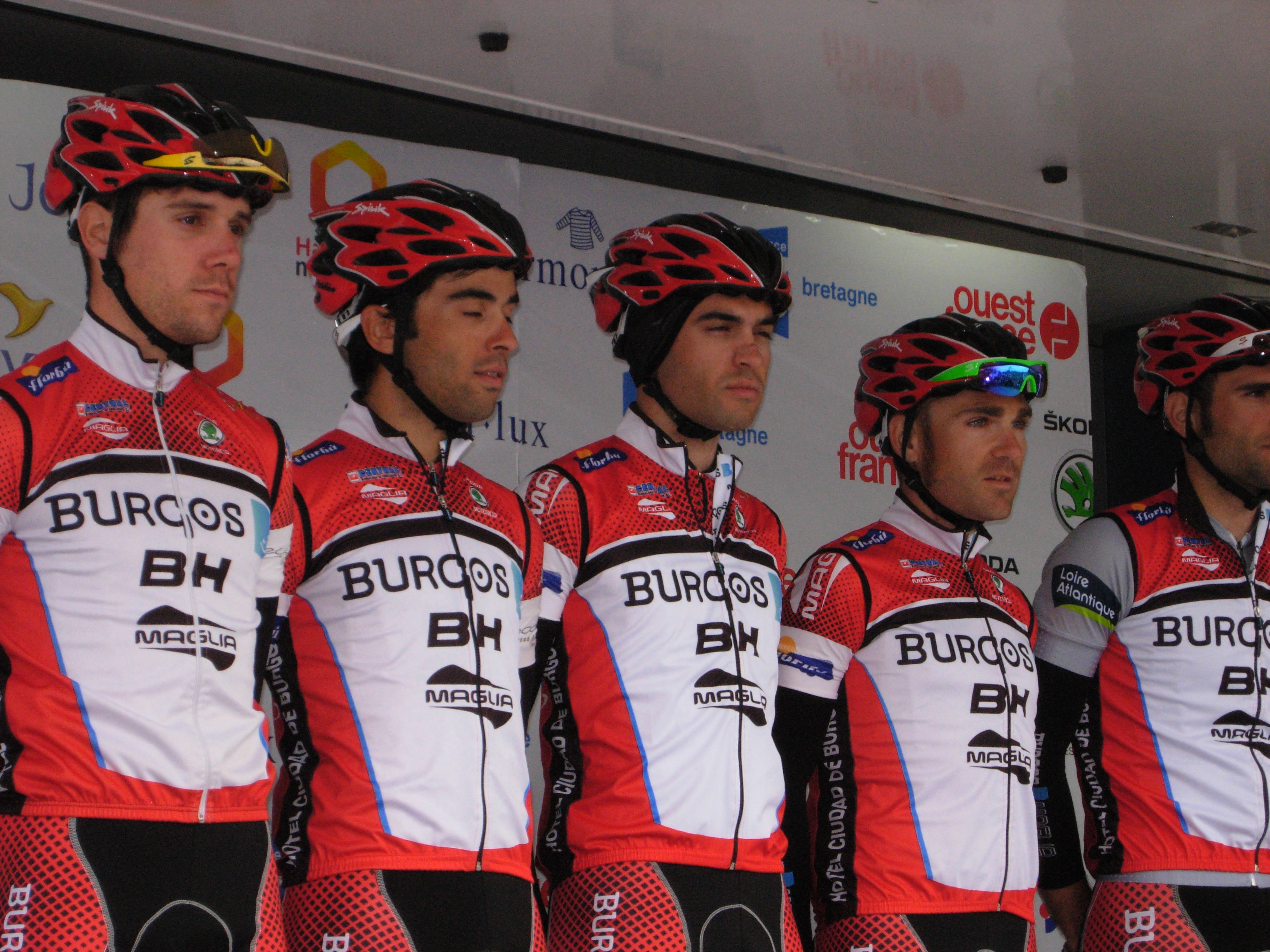
Team Burgos BH-Castilla y León in de Ronde van Bretagne 2013

Deze pagina geeft een overzicht van de Burgos BH-Castilla y León-wielerploeg in 2013.

## Algemene gegevens
Algemeen manager: Julio Andrés Izquierdo
Ploegleiders: Julio Andrés Izquierdo, Diego Gallego
Fietsmerk: BH

## Renners
| Naam                       | Geboortedatum | Nationaliteit | Ploeg 2012 |
| -------------------------- | ------------- | ------------- | ---------- |
| Unai Arranz (vanaf 01/07)  | 22-09-1993    | Spanje        |            |
| Ander Arranz (vanaf 01/07) | 22-09-1993    | Spanje        |            |
| Steve Bekaert              | 26-12-1990    | België        | Neo        |
| David Belda                | 18-03-1983    | Spanje        |            |
| Federico Buttò             | 04-01-1986    | Italië        | Neo        |
| Efren Carazo               | 07-05-1991    | Spanje        |            |
| Jesus Del Pino             | 09-09-1990    | Spanje        | Neo        |
| Moisés Dueñas              | 10-05-1981    | Spanje        |            |
| Dario Hernandez            | 31-05-1990    | Spanje        | Neo        |
| Lluís Guillermo Mas        | 15-01-1989    | Spanje        |            |
| Juan Carlos Riutort        | 27-06-1991    | Spanje        | Neo        |
| Oscar Santamaria Muñoz     | 15-05-1993    | Spanje        |            |
| Pablo Torres               | 27-11-1987    | Spanje        |            |

## Overwinningen
| Tour des Pays de Savoie 2e etappe: Jesus Del Pino |

2006 · 2007 · 2008 · 2009 · 2010 · 2011 · 2012 · 2013 · 2014· 2015· 2016· 2017· 2018· 2019· 2020· 2021 · 2022 · 2023 · 2024 · 2025